# Llanos
Los Llanos es una región del norte de América del Sur dividida entre Colombia y Venezuela en la cuenca del Orinoco. Es un ecosistema parte del Global 200, ecosistemas prioritarios para la conservación por el World Wildlife Fund (WWF). Tiene dos estaciones marcadas, la estación de lluvia y la estación de sequía, se caracteriza por sus extensas sabanas, su clima es intertropical de sabana (en la clasificación climática de Köppen siendo húmedo y caluroso, exceptuando en los llanos altos con clima más suave), con altas temperaturas en general. La región, por situarse al interior y por lo tanto con mínima influencia marítima, permite una mayor amplitud térmica diaria que en zonas costeras, las temperaturas más bajas se registran en las épocas de lluvias, por lo tanto en agosto suelen registrarse temperaturas más bajas que en enero, pero la amplitud térmica anual es poco significativa en general.
La importancia económica de los llanos se debe a que esta es una región apta para la ganadería extensiva y para la agricultura. También existe una importante actividad petrolera en los estados venezolanos de Anzoátegui, Apure, Barinas, Guárico y Monagas, y en los departamentos colombianos de Arauca, Casanare, Vichada y Meta. El principal ritmo musical de los Llanos es el joropo.
Villavicencio, Colombia, es la ciudad más poblada de la región entre ambos países con aproximadamente 600.000 habitantes, epicentro de grandes eventos culturales llaneros como el Encuentro Mundial de Coleo y el Torneo Internacional del Joropo. 
Su nombre, Llanos o Llano, se debe a su característica principal, que son terrenos primordialmente planos y con muy bajas pendientes. Se debe dar preferencia al uso del nombre en plural siempre con la inicial en mayúscula por tratarse del nombre propio de la región: Los Llanos (Q141501 - Wikidata).

## División político-administrativa
Los Llanos forman parte del territorio de Colombia y Venezuela. En Colombia conforma la región de la Orinoquía y se les da el nombre de Llanos Orientales, Orinoquía,  Los Llanos  o El Llano. 
La división político-administrativa es: 

### Colombia

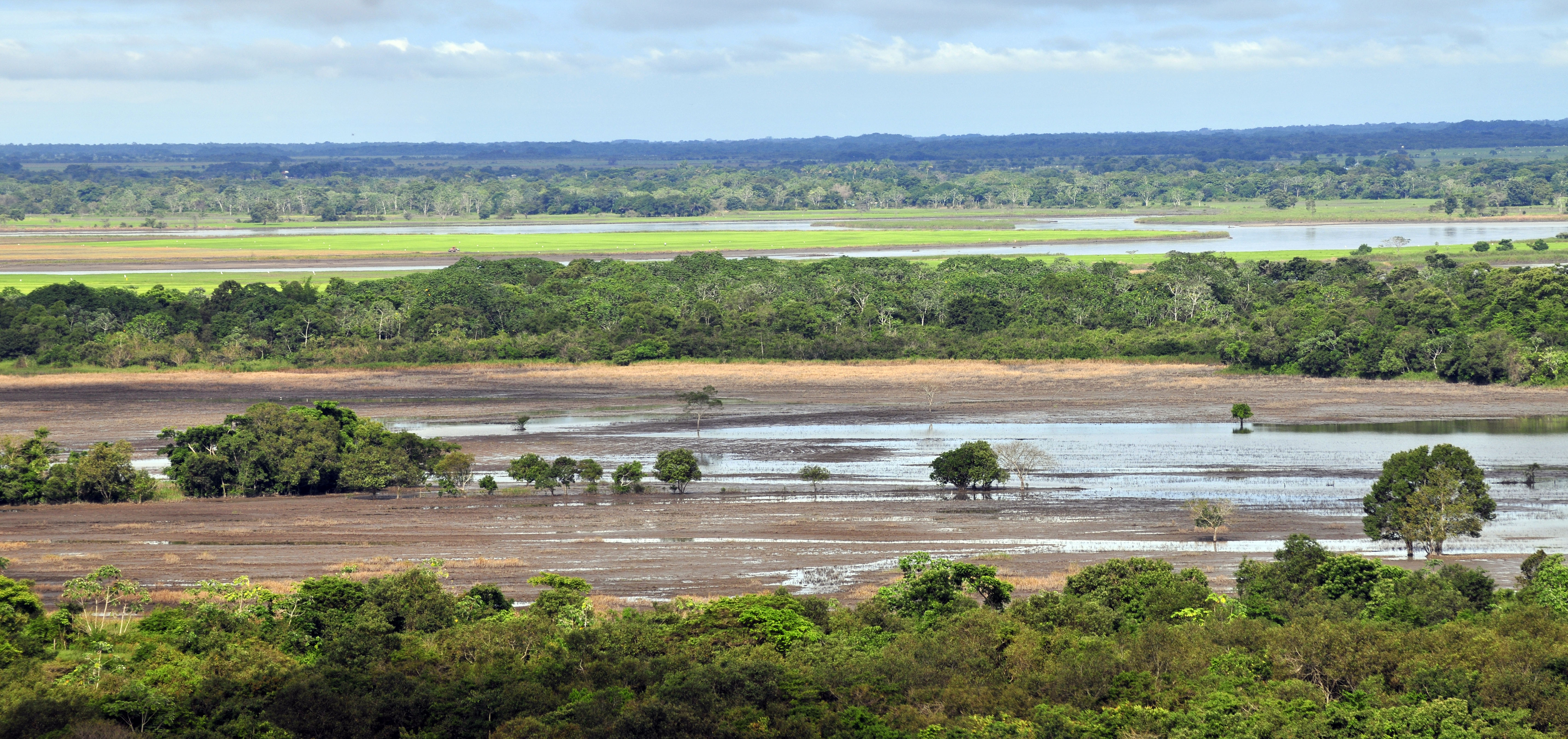
Los Llanos Orientales en Colombia.

Departamentos de los Llanos Orientales.

Cuatro departamentos de Colombia abarcan casi la totalidad de la Orinoquía o Llanos Orientales: Arauca, Casanare, Vichada y Meta; en algunas partes, los Llanos se extienden más allá del río Guaviare hasta los departamentos del Guainía y Guaviare, si bien los territorios de estos departamentos son mayoritariamente amazónicos.
Aunque los Llanos Orientales son una extensa región de 254.335 km², abarca el 28% del área de Colombia y el 40.36% del territorio del Llano, se encuentran bastante deshabitados. Casi la mitad de sus pobladores habita en Villavicencio, la ciudad más importante de la región. Los departamentos y ciudades más importantes del Llano, de norte a sur, son:
- Arauca
  - Arauca - Capital del departamento homónimo, con 101.658 habitantes (87.121 en el área urbana).
  - Saravena - Importante centro petrolero del Arauca, 65.754 habitantes (49.334 en el área urbana).
  - Tame - Tercera ciudad importante del Arauca, cuenta con 54.772 habitantes (31.660 en el área urbana).

- Casanare
  - Yopal - Capital departamental del Casanare, con 196.758 habitantes (170.493 en el área urbana).
  - Aguazul - Importante municipio petrolero del Casanare, cuenta con 41.758 habitantes (31.125 en el área urbana).
  - Paz de Ariporo - El municipio que cuenta con el mayor hato ganadero de Casanare, posee 41.591 habitantes (28.941 en el área urbana).
  - Villanueva - Municipio que se encuentra sobre el margen del río Meta, cuenta con 40.816 habitantes (31.063 en el área urbana).
  - Tauramena - Municipio petrolero donde está el pozo de Cusiana, tiene 27.184 habitantes (17.622 en el área urbana).
  - Orocué - Antiguo puerto del Llano, en este municipio se desarrolla la novela La Vorágine, cuenta con 14.280 habitantes (6.769 en el área urbana).

- Meta
  - Villavicencio - Capital del departamento del Meta, es la ciudad más importante de la Orinoquía además de ser punto estratégico ya que comunica la capital del país con los Llanos. Cuenta con unos 593.273 habitantes (545.528 en el área urbana).
  - Acacías - A unos 25 km de Villavicencio, cuenta con 97.925 habitantes (73.998 en el área urbana).
  - Granada - A 80 km de Villavicencio, es la segunda ciudad más turística del Meta y la capital de la región del Ariari. Posee 77.074 habitantes (64.456 en el área urbana).
  - Puerto Gaitán - Puerto sobre el río Meta y municipio petrolífero del departamento, con 46.689 habitantes (22.921 en el área urbana).
  - San Martín de los Llanos - Uno de los municipios más antiguos del país, fundado en 1585. Cuenta con 30.310 habitantes (21.831 en el área urbana).
  - Puerto López - Puerto sobre el río Meta y municipio petrolífero del Meta. Cerca a esta población se encuentra el centro geográfico de Colombia. Tiene 33.955 habitantes (20.541 en el área urbana).

- Vichada
  - Puerto Carreño - Capital departamental del Vichada. Su población asciende a 22.963 habitantes (17.605 en el área urbana)."Bajo" en La Primavera, Vichada.

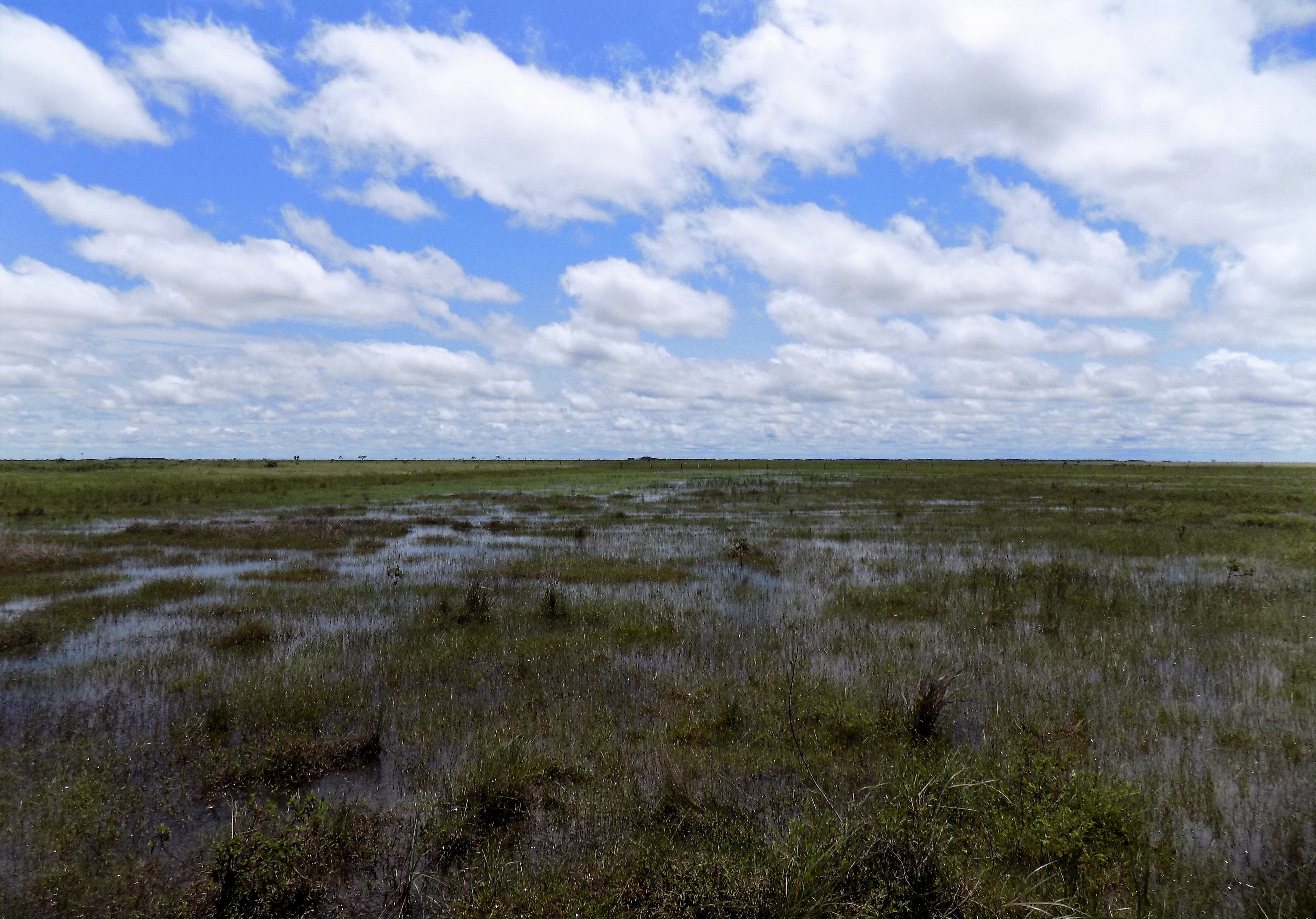
"Bajo" en La Primavera, Vichada.

### Venezuela
El territorio de los Llanos venezolanos es una vasta llanura con gran variedad de especies, tanto vegetales como animales, que convergen en una superficie de 375.787 km2, siendo el 59.64% del territorio del Llano, las cuales limitan al norte con la cordillera de la costa, al oeste con la región andina y la frontera colombo – venezolana; al sur limita con el imponente río Orinoco, y al este con el estado Anzoátegui y la parte oriental del país

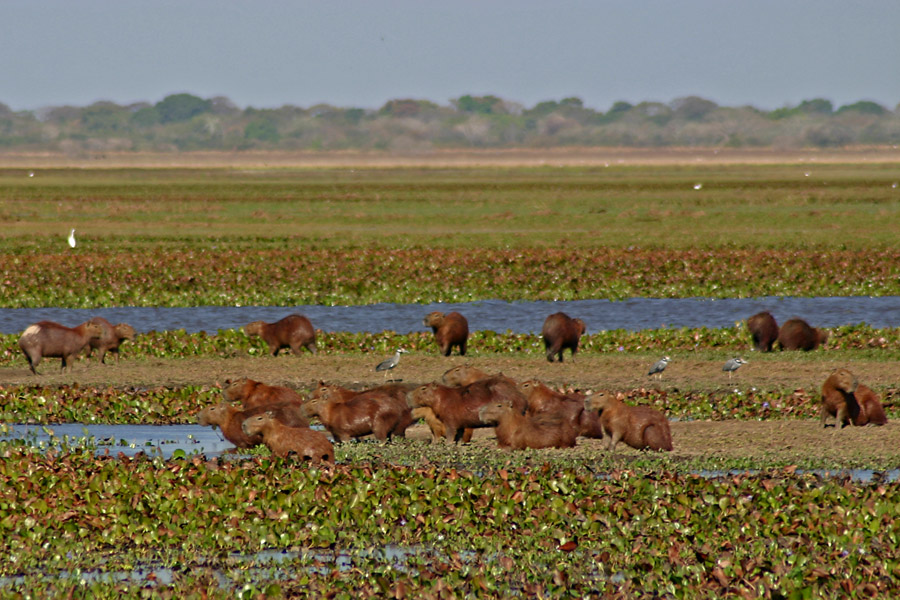
Hato La Fe, llanos del Estado Guárico.

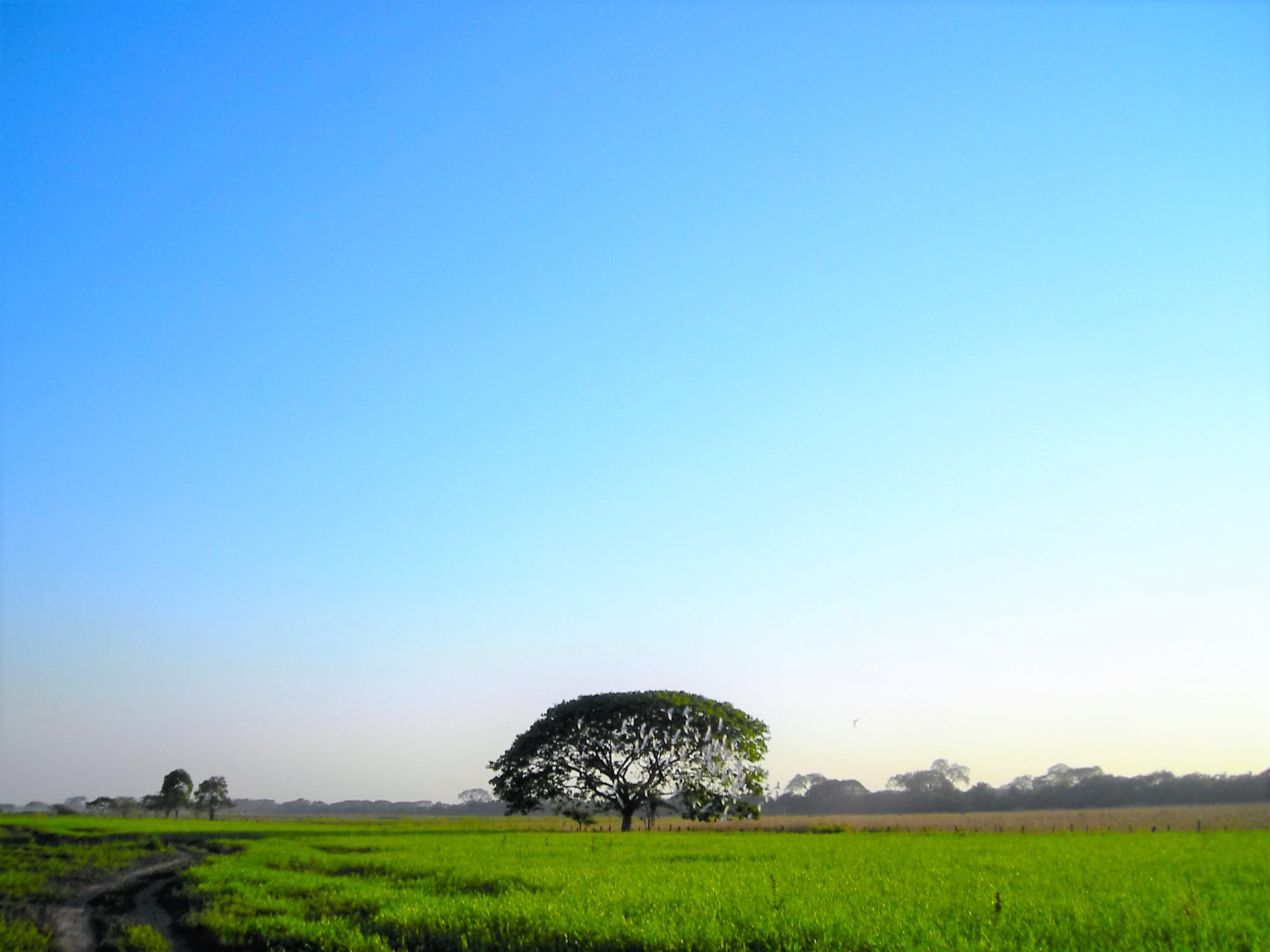
Guanarito, Estado Portuguesa.

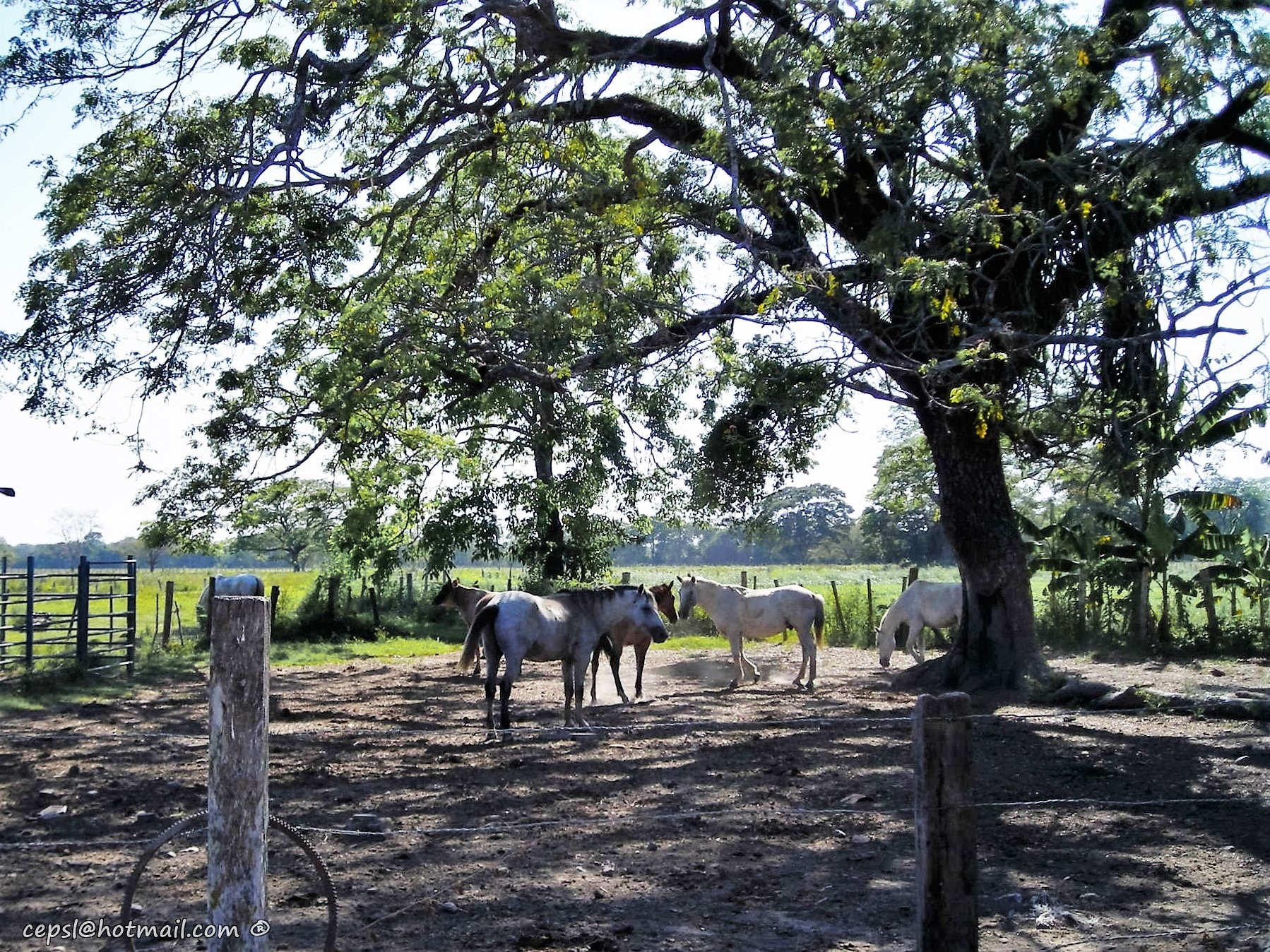
Caballos de faena en el Estado Portuguesa.

En el territorio venezolano, el Llano está conformado por los estados Apure, Barinas, excepto los municipios Cruz Paredes y Bolívar, Portuguesa, Cojedes y Guárico, y buena parte de los estados Anzoátegui y Monagas. El Llano venezolano concentra el 14% de los habitantes del país. En Venezuela el Llano se divide en tres subregiones:
- Llanos occidentales: Conformado por los estados Apure, Barinas y Portuguesa, son los que más comúnmente se suelen identificar con los llanos venezolanos.
- Llanos centrales: Dicha región llanera está ubicada en los estados Guárico y Cojedes, en el centro del país.
- Llanos orientales: Lo conforman buena parte de los estados Anzoátegui y Monagas.

De los 24 estados de Venezuela siete son del Llano:
- Apure
  - San Fernando de Apure - Capital del estado, con 152.000 habitantes (censo 2009).
  - Guasdualito - Capital del Distrito Alto Apure, con 120.000 habitantes (censo 2009).
  - Elorza - Capital del municipio Rómulo Gallegos, cuenta con aprox. 22.000 habitantes.
  - Ciudad Sucre - Inaugurada durante la presidencia de Rafael Caldera, aprox. 10.000 habitantes.

- Barinas
  - Barinas - Capital del estado, con 263.272 habitantes (proyecciones de población de 2009).
  - Socopó - aproximadamente 75.000 habitantes.
  - Santa Bárbara - aproximadamente 65.000 habitantes.

- Portuguesa
  - Guanare - Capital del estado, con 195.928 habitantes en 2009.
  - Acarigua - Araure, conurbación con más de 460.000 habitantes en 2010.

- Cojedes
  - San Carlos - Capital del estado, con 113.957 habitantes 2019.
  - Tinaquillo - Contaba con 113.584 habitantes en 2019.
  - Tinaco - Con 30.300 habitantes en 2019.
  - El Baúl - 25.000 habitantes en 2021.
  - El Pao - 14.507 habitantes en 2021.

- Guárico
  - Calabozo - Con 160.477 habitantes en 2024,
  - Valle de la Pascua - Con 131.494 habitantes en 2024.
  - Camaguán - 39.232 habitantes en 2024.
  - Zaraza - 78.642 habitantes en 2024.
  - El Sombrero - 27.664 habitantes en 2024.
  - Tucupido - 30.938 habitantes en 2024.
  - Guardatinajas - 6.938 habitantes en 2024.

- Anzoátegui
  - El Tigre - 147.800 habitantes en 2019.
  - Anaco - 137.172 habitantes en 2024.
  - San José de Guanipa - 64.016 habitantes en 2019.
  - Pariaguán - 69.618 habitantes en 2011.
  - Cantaura - 89.189 habitantes en 2019.

- Monagas
  - Maturín - Capital del estado, con 504.649 habitantes en 2024.
  - Punta de Mata - 52.122 habitantes en 2024.
  - Temblador - Capital del municipio Libertador y encrucijada a los demás municipios del Sur de este estado, con 37.804 habitantes en 2024.

## Flora
Las comunidades vegetales de los Llanos incluyen pastizales abiertos, sabanas con árboles dispersos o grupos de árboles, y pequeñas áreas de bosque, típicamente bosques de galería a lo largo de ríos y arroyos. Existen pastizales y sabanas inundables estacionalmente (llano bajo) y pastizales y sabanas que permanecen secos durante todo el año (llano alto).
Los pastizales y sabanas del llano alto se caracterizan por pastos y arbustos de 30 a 100 cm de altura, que forman matas con una separación de 10 a 30 cm. Los suelos son típicamente arenosos y pobres en nutrientes. El llano alto cubre aproximadamente dos tercios de los llanos venezolanos y también está ampliamente extendido en los llanos colombianos. Los pastos del género Trachypogon son predominantes y las especies incluyen Trachypogon plumosus, T. vestitus, Axonopus canescens, A. anceps, Andropogon selloanus, Aristida spp., Leptocoryphium lanatum, Paspalum carinatum, Sporobolus indicus y S. cubensis, y juncos de los géneros Rhynchospora y Bulbostylis. Los arbustos y hierbas son más comúnmente leguminosas de los géneros Mimosa, Cassia, Desmodium, Eriosema, Galactia, Indigofera, Phaseolus, Stylosanthes, Tephrosia y Zornia. Los árboles más comunes son el manteco (Byrsonima crassifolia), el chaparro (Curatella americana) y el alcornoque (Bowdichia virgilioides). Crecen dispersos o en matas, con superficies que varían desde 12 metros de diámetro hasta una hectárea.
Durante la temporada de lluvias, de mayo a octubre, partes de los Llanos pueden inundarse hasta un metro. Esto convierte algunas sabanas y pastizales en humedales temporales, comparables al Pantanal de Sudamérica central. Estas inundaciones también crean hábitat para aves acuáticas y otros animales silvestres. Estos pastizales y sabanas inundables estacionalmente, conocidos como llano bajo, suelen tener suelos más ricos. Se caracterizan por la gramínea Paspalum fasciculatum. Entre los árboles se encuentran la palmera Copernicia tectorum y especies de bosque de galería.
Los bosques de galería incluyen bosques siempreverdes inundables estacionalmente y bosques semicaducifolios en tierras altas. Los morichales son bosques inundables estacionalmente, caracterizados por la palma moriche (Mauritia flexuosa). Las vegas son bosques siempreverdes inundables estacionalmente que se encuentran a lo largo del Orinoco y sus afluentes. Los árboles forman un dosel de 8 a 20 metros de altura, e incluyen Inga spp., Combretum frangulifolium, Gustavia augusta, Pterocarpus sp., Pterocarpus dubius, Spondias mombin y Copaifera pubiflora.
Los bosques semicaducifolios se encuentran por encima del nivel de inundación y forman un dosel de 12 a 15 metros de altura. Entre los árboles comunes se encuentran Tabebuia billbergii, Godmania aesculifolia, Cassia moschata, Spondias mombin, Copaifera pubiflora, Bourreria cumanensis, Cordia spp., Bursera simaruba, Cochlospermum vitifolium, Hura crepitans y Acacia glomerosa.
Los "matorrales" son matorrales caducifolios y semideciduos de 5 a 8 metros de altura que cubren grandes áreas en los llanos centrales de Venezuela, y pueden ser una forma de vegetación secundaria en áreas que antes eran bosque seco caducifolio. Los arbustos típicos son Bourreria cumanensis, Randia aculeata, Godmania aesculifolia, Pereskia guamacho, Prosopis spp., Xylosma benthamii, Erytroxylum sp. y Cereus hexagonus.

## Fauna
Los mamíferos de los pastizales y la sabana incluyen el venado de cola blanca (Odocoileus virginianus), el oso hormiguero gigante (Myrmecophaga tridactyla), el carpincho (Hydrochoerus hydrochaeris), el armadillo gigante (Priodontes maximus), el rabo blanco oriental (Sylvilagus floridanus), la rata algodonera de Alston (Sigmodon alstoni), la rata hispida algodonera (S. hispidus), Zygodontomys brevicauda y Oecomys bicolor.
Los bosques de galería albergan una mayor diversidad de mamíferos grandes y medianos, como el pecarí de collar (Tayassu tajacu), el pecarí de labios blancos (T. pecari), el tapir sudamericano (Tapirus terrestris), el venado de cola blanca, el venado colorado (Mazama americana), el mono capuchino (Cebus olivaceus), el aullador rojo venezolano (Alouatta seniculus), grandes roedores como la tepezcuintle (Cuniculus paca), el agutí (Dasyprocta spp.) y el puercoespín brasileño (Coendou prehensilis), y grandes felinos como el puma (Puma concolor), el jaguar (Panthera onca) y el ocelote (Leopardus pardalis). La nutria gigante (Pteronura brasiliensis), en peligro de extinción, habita a lo largo del Orinoco y sus afluentes. Algunos de los jaguares más grandes del mundo se encuentran en los Llanos, con un peso promedio de más de 100 kg (220 lb) para los machos.
El armadillo de nariz larga de los Llanos (Dasypus sabanicola) y la zarigüeya de cola corta (Monodelphis orinoci) son endémicos de los Llanos.
Los humedales de los Llanos albergan alrededor de 70 especies de aves acuáticas, incluyendo el ibis escarlata. Gran parte de la distribución del ibis colipinto (Cercibis oxycerca) y el mosquero barba blanca (Phelpsia inornata) se encuentra en los Llanos.
Los reptiles nativos incluyen el cocodrilo del Orinoco (Crocodylus intermedius), el caimán de anteojos (Caiman crocodilus), la anaconda verde (Eunectes murinus) y la tortuga arrau (Podocnemis expansa), que viven en los humedales de la ecorregión.

## Infraestructura
- Puente internacional José Antonio Páez. Une El Amparo en Venezuela y Arauca en Colombia; es una de las obras de infraestructura más importantes de la región.
- Carretera marginal de la selva. Se encuentra en estado de construcción, es un proyecto que busca integrar la región del Llano con la región amazónica de los países andinos.
- Autopista al Llano. Comunica a Villavicencio y Bogotá en 80 km aproximadamente. Logró reducir el tiempo de viaje de 6 horas a 1,5 horas.
- La autopista de Los Llanos José Antonio Páez conecta varios estados llaneros de Venezuela con el centro del país en más de 200 kilómetros.

## Cultura
Varias décadas de sincretismo cultural dieron lugar a lo que hoy se conoce como el folclore y tradiciones llaneras; los constantes desplazamientos geográficos de individuos hacia la región desde la época de la conquista hasta el día de hoy, permitieron el surgimiento de una amalgama de costumbres que, junto a las tradiciones de indígenas autóctonos, conforman la característica etnia llanera. Por ello, en la escena de lo cultural existen tan variadas, como fascinantes manifestaciones, representadas por su danza y música, el joropo llanero por sus obras escritas, el poema llanero; por sus costumbres tradicionales, el trabajo de llano; por su deporte, el coleo; y por sus fiestas más populares. Todo ello se convierte, entonces, en exponente del brío y la rusticidad de la etnia llanera.
El llanero es trabajador, dedicado a la crianza de ganado (el vaquero por excelencia de Colombia y Venezuela) dada la inmensidad de las llanuras que permiten criar el ganado.
Debido a las circunstancias ambientales, a las formas de trabajo (vaquería, montar a caballo), su música, sus leyendas, su vivienda, el llanero utiliza el liquiliqui, traje fresco, liviano y sencillo utilizado como atuendo masculino en el baile del joropo, el aire musical y la danza tradicional llanera. El vestido de la mujer consiste en una falda ancha de pisos que cae al tobillo en la que se gastan siete varas de tela de fondo claro o rojo y con flores, sobre la costura de cada piso lleva ojalón (cinta). Se utiliza enagua y combinación ancha. La blusa de manga tres cuartos, cuello alto, adornado con cintas y botonadura atrás en el mismo color de la falda, enterizo (pegado falda y blusa), cotiza de suela y lazos de cinta que adornan la cabeza. Hoy, se usa la misma falda pero en el borde lleva encaje ancho y va a media pierna; blusa blanca con escote, arandela y manga corta. La mujer llanera prefiere llevar el cabello suelto con una flor de cayena. 
El hombre también usaba pantalón blanco remangado a media pierna (para cruzar el río) y no mojarse, camisa blanca o roja sin cuello. También pantalón negro con camisa blanca. En algunas ocasiones usaban vestidos completos color caqui, camisa que bajaba suelta por encima del pantalón. Usaba sombrero alón prefiriendo el peloeguama por lo pesado para garantizar que en la carrera del caballo o zapateo no se caiga, es de color negro o araguato. No hay que olvidar el uso de andar descalzo, costumbre que se ha venido perdiendo con el pasar del tiempo y el avance de la sociedad hacia el desarrollo.